# Władimir Briuchow
Władimir Briuchow, ros. Владимир Брюхов (ur. 24 kwietnia1990 w Dimitrowgradzie) – rosyjski pływak, specjalizujący się głównie w stylu dowolnym. 
Brązowy medalista mistrzostw Europy na krótkim basenie z Eindhoven w sztafecie 4 x 50 m stylem dowolnym.